# 查珀爾冰原島峰
82°18′S 158°12′E / 82.300°S 158.200°E
查珀爾冰原島峰（英語：Chappell Nunataks）是南極洲的冰原島峰，位於奧次地，由威靈頓維多利亞大學探險隊繪入地圖，以隊中的地質學家命名，現時由南極條約體系管理。